# (72591) 2001 FO5
(72591) 2001 FO5 – planetoida z pasa głównego asteroid okrążająca Słońce w ciągu 4,53 lat w średniej odległości 2,73 j.a. Odkryta 18 marca 2001 roku.